# Formule du produit
 (janvier 2023).
Si vous disposez d'ouvrages ou d'articles de référence ou si vous connaissez des sites web de qualité traitant du thème abordé ici, merci de compléter l'article en donnant les références utiles à sa vérifiabilité et en les liant à la section « Notes et références ».
Ne doit pas être confondue avec la formule du produit en théorie des groupes.
En théorie algébrique des nombres, la formule du produit lie toutes les valeurs absolues d'un nombre algébrique dans un corps de nombres donné. Sur le corps des nombres rationnels, elle s'énonce, pour x un nombre rationnel :
où {\displaystyle \mid .\mid _{p}} décrit toutes les valeurs absolues sur le corps des rationnels, c'est-à-dire la valeur absolue usuelle d'une part et les valeurs absolues p-adiques d'autre part. Cette formule se généralise de manière naturelle à un corps de nombres algébriques.